# 李凤辇
李凤辇（韓語：이봉련，1981年2月7日—），另译作李凤莲，韩国女演员、舞台剧演员、音乐剧演员。2005年通过音乐剧《Nunsense》出道，此后在音乐剧、舞台剧、电影、电视剧等多个领域持续活跃。2013年首次参演电视剧《請回答1994》被大众熟知，在《Sweet Home》《Run On》《海岸村恰恰恰》《頭等緋聞》等电视剧作品中担任重要配角，尤其在电视剧《非常律師禹英禑》中的特别出演展现了突出的存在感。2021年凭借舞台剧《哈姆雷特》获得第57屆百想藝術大獎戏剧部门最优秀女演员奖。

## 个人生活
2019年10月，与剧团前辈演员李圭會结婚，其在《財閥家的小兒子》中饰演尹炫优的父亲。

## 演出作品

### 劇集
- 2013年：tvN《請回答1994》饰演 成娜静的大学校友
- 2015年：JTBC《錐子》饰演 美兰
- 2017年：tvN《明天和你》饰演 吴素利
- 2017年：SBS《當你沉睡時》饰演 高弼淑
- 2017年：KBS《KBS Drama Special—郑长官的最后一周（朝鲜语：정마담의 마지막 일주일）》饰演 申社长
- 2017年：KBS《爸爸好奇怪》
- 2018年：OCN《火星生活》饰演 刘顺姬
- 2019年：tvN《請融化我吧》饰演 朴有子
- 2019年：tvN《當惡魔呼喊你的名字時》饰演 护士
- 2020年：JTBC《天氣好的話，我會去找你》饰演 张荷妮
- 2020年：Netflix《Sweet Home》饰演 明淑
- 2020年：JTBC《Run On》饰演 朴枚伊
- 2021年：tvN《海岸村恰恰恰》饰演 吕华贞
- 2021年：JTBC《只一人》饰演 黄马珍
- 2022年：ENA《非常律師禹英禑》饰演 柳在淑（第12集特别出演）
- 2022年：Netflix《毒梟聖徒》饰演 郑劝师
- 2022年：JTBC《Drama Festa—不幸的女人》饰演 江华
- 2023年：tvN《浪漫速成班》饰演 金榮珠
- 2023年：JTBC《戀愛不可抗力》飾演 馬殷英
- 2024年：tvN《媽媽朋友的兒子》飾演 林慶蘭
- 2025年：Netflix《苦盡柑來遇見你》飾演 急診室醫師
- 2025年：tvN《機智住院醫生生活》飾演 徐貞暋
- 2025年：JTBC《My Youth》饰演 方汉娜
- 2026年：Disney+《再婚皇后》飾演 伊麗莎

### 电影
- 2011年：《我爱你（朝鲜语：그대를 사랑합니다 (영화)）》饰演 洞事务所女职员
- 2012年：《殺人告白》饰演 粉丝团女高中生
- 2012年：《光海，成为王的男人》饰演 御膳房宫女
- 2015年：《某个人的梦（朝鲜语：어떤이의 꿈）》饰演 恩实
- 2015年：《圆梦之梦（朝鲜语：꿈보다 해몽）》饰演 房东
- 2016年：《如何与我的猫分手（朝鲜语：어떻게 헤어질까）》饰演 静允
- 2016年：《國家代表2》饰演 大雄的妹妹
- 2016年：《女高中生》饰演 护士
- 2017年：《玉子》饰演 美兰岛韩国导游
- 2017年：《我只是個計程車司機》饰演 产妇[7]
- 2017年：《兄弟》饰演 叔伯嫂
- 2018年：《燃燒烈愛》饰演 海美的姐姐
- 2018年：《麻药王》饰演 李斗淑
- 2018年：《夏末（朝鲜语：늦여름 (영화)）》饰演 饭馆老板
- 2018年：《七罪追緝令》饰演 姜淑子
- 2019年：《没有你的生日（朝鲜语：생일 (영화)）》饰演 静淑
- 2019年：《极限逃生》饰演 三姐李贞允
- 2019年：《82年生的金智英》饰演 惠秀
- 2019年：《搭便车》饰演 养老院护士
- 2020年：《黄金之旅》饰演 银行职员
- 2020年：《菜英文沒在怕》饰演 总务部Miss金
- 2021年：《三姐妹》饰演 超市阿姨（友情出演）
- 2022年：《两个女人》（短片）[8]
- 2024年：《老手2》 饰演 播音员

### 舞台剧
- 2007年：《酒馆》饰演 伊丽莎白等多个角色
- 2008年：《我最漂亮的时候》饰演 熙允
- 2008年：《罗密欧与伯纳德》饰演 Viola / Rose
- 2011年：《星》饰演 宋信嘉蓝
- 2011年：《百年风起云涌的同事们》饰演 庆姬
- 2011年：《All Most Main》
- 2011年：《电唱机》
- 2012年：《全名出评传》饰演 宗兰
- 2012年：《梦》
- 2012年：《红色公交车》
- 2013年：《多情也是一种装病》饰演 玄PD
- 2013年：《吹笛人》饰演 女儿
- 2013年：《亚洲温泉》饰演 宗月
- 2013年：《青春礼赞》饰演 癫痫
- 2014年：《在那栋别墅里，我们》饰演 吴小姐
- 2014年：《工厂》饰演 玫瑰
- 2014年：《满洲战线》饰演 惠子
- 2014年：《来看我吧》饰演 南氏妻子
- 2015年：《贝尔纳达·阿尔瓦之家》饰演 安古斯蒂亚斯
- 2015年：《重金属女孩》饰演 富珍
- 2016年：《偷毕加索》饰演 凯西·史密斯
- 2016年：《新闻指南》饰演 女子
- 2017年：《1945》饰演 宋末顺
- 2017年：《情人节》饰演 咔咔
- 2018年：《我闪耀的一切》饰演 解说员
- 2019年：《我是杀人犯》
- 2019年：《夏热冬长》饰演 庆爱
- 2019年：《玛莉·珍》饰演 玛莉·珍
- 2020年：《终极味道》
- 2020年：《国立剧团 哈姆雷特》饰演 哈姆雷特
- 2021年：《波斯菊》饰演 马有美

### 音乐剧
- 2005年：《Nunsense》饰演 罗伯特·安修女
- 2006年：《五个关于爱情的素描》
- 2008年—2012年：《洗衣》饰演 主人老奶奶[9]
- 2012年：《寻找家人》饰演 朴福女
- 2015年：《米热里科迪亚》
- 2016年：《隐秘而伟大》饰演 兰 / 贞顺
- 2016年—2017年：《那些日子》饰演 司书
- 2022年：《4 Minutes》饰演 克鲁格

## 奖项荣誉
- 2021年：第57屆百想藝術大獎—话剧部门 最优秀女演员奖《哈姆雷特》[10]